# 르로클역
르로클역(Gare du Le Locle)은 스위스 뇌샤텔주의 르로클에 있는 기차역이다. 스위스 연방 철도의 표준궤 뇌샤텔-르로클-콜데 로슈 노선과 1,000mm 미터궤 르로클–대중교통 뇌샤텔루아의 레 브레네선의 교차로에 있다.

## 운행편
다음 서비스는 르로클에서 정차한다.
- 레기오익스프레스 / 레기오 : 라쇼드퐁까지 시간당 두 대의 열차, 뇌샤텔까지 한 시간에 한 대.
- TER : 라쇼드퐁에서 모르토 또는 베장송-비요트까지 간헐적으로 운행된다.
- 레기오: 레브레네까지 매시간 또는 더 나은 서비스.